# Salinas Pueblo Missions National Monument
Il Salinas Pueblo Missions National Monument si trova nello stato statunitense del Nuovo Messico, vicino a Mountainair.  Il centro visitatori principale del parco si trova a Mountainair.

## Storia
Un tempo questa remota area del Nuovo Messico era occupata dai pueblo delle fiorenti comunità commerciali indiane di lingua tiwa e tompiro. All'inizio del XVII secolo i francescani spagnoli ritennero l'area matura per la creazione di alcune missioni. Alla fine degli anni 1670 l'intero distretto di Salinas, come lo chiamavano gli spagnoli, si spopolò sia di indiani che di spagnoli. Quello che resta oggi sono i belli ed austeri ricordi dei primi contatti tra pueblo indiani e coloni spagnoli: le rovine di tre chiese missionarie a Quarai, Abó e Gran Quivira, ed il pueblo parzialmente scavato di Las Humanas o, come viene conosciuto oggi, il pueblo di Gran Quivira.
Fu all'inizio dichiarato Gran Quivira National Monument il 1º novembre 1909. Come tutte le aree storiche gestite dal National Park Service, questo monumento nazionale fu inserito nel National Register of Historic Places il 15 ottobre 1966. Il 19 dicembre 1980 fu ampliato, ed assorbì due altri monumenti del Nuovo Messico, il 2 novembre 1981. Il nome fu modificato il 28 ottobre 1988.

## Rovine Quarai

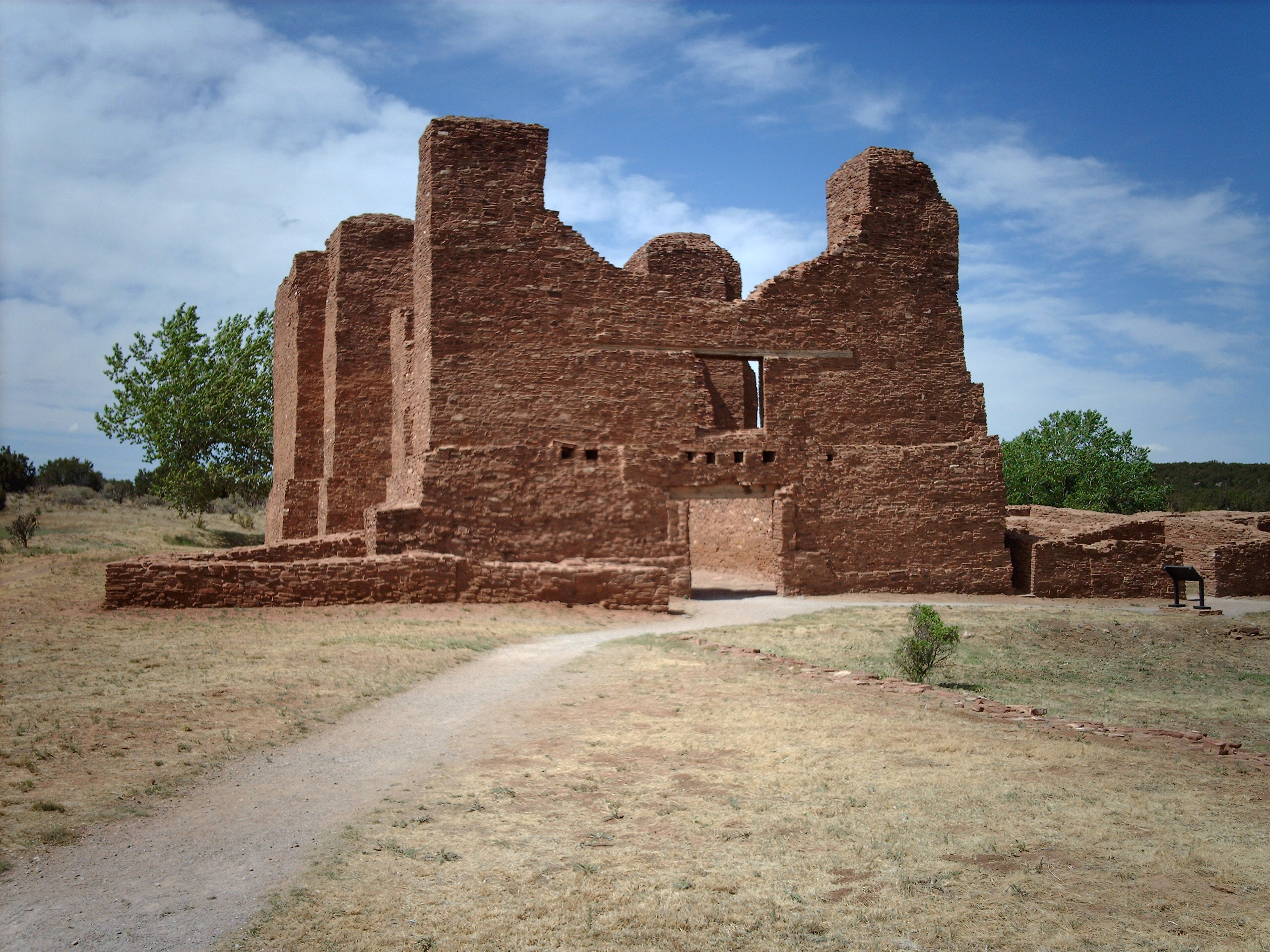
Rovine della missione di Quarai

Le rovine Quarai si trovano nei pressi di Manzano, circa 12 chilometri a nord di Mountainair, a circa 2026 metri di altitudine. C'è un centro visitatori ed un sentiero di 800 metri per raggiungere le rovine.

## Rovine Abó

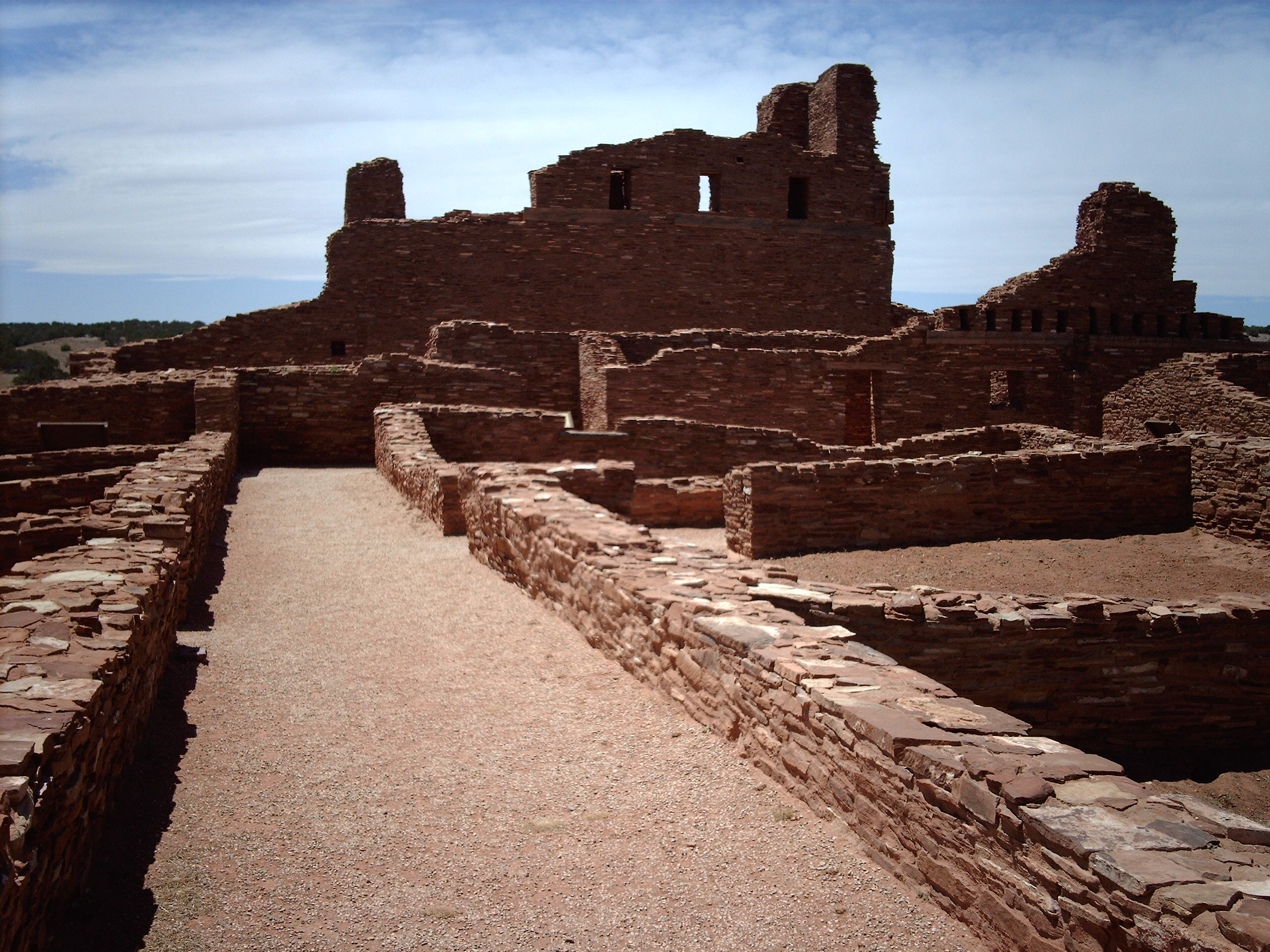
Rovine della missione di Abó

Le rovine di Abó si trovano a 14 chilometri ad ovest di Mountainair, a 1859 metri sul livello del mare. C'è un centro visitatori, una camminata di 400 metri in mezzo alle rovine, ed una di 800 che gira attorno alle rovine non scavate del pueblo.

## Rovine di Gran Quivira

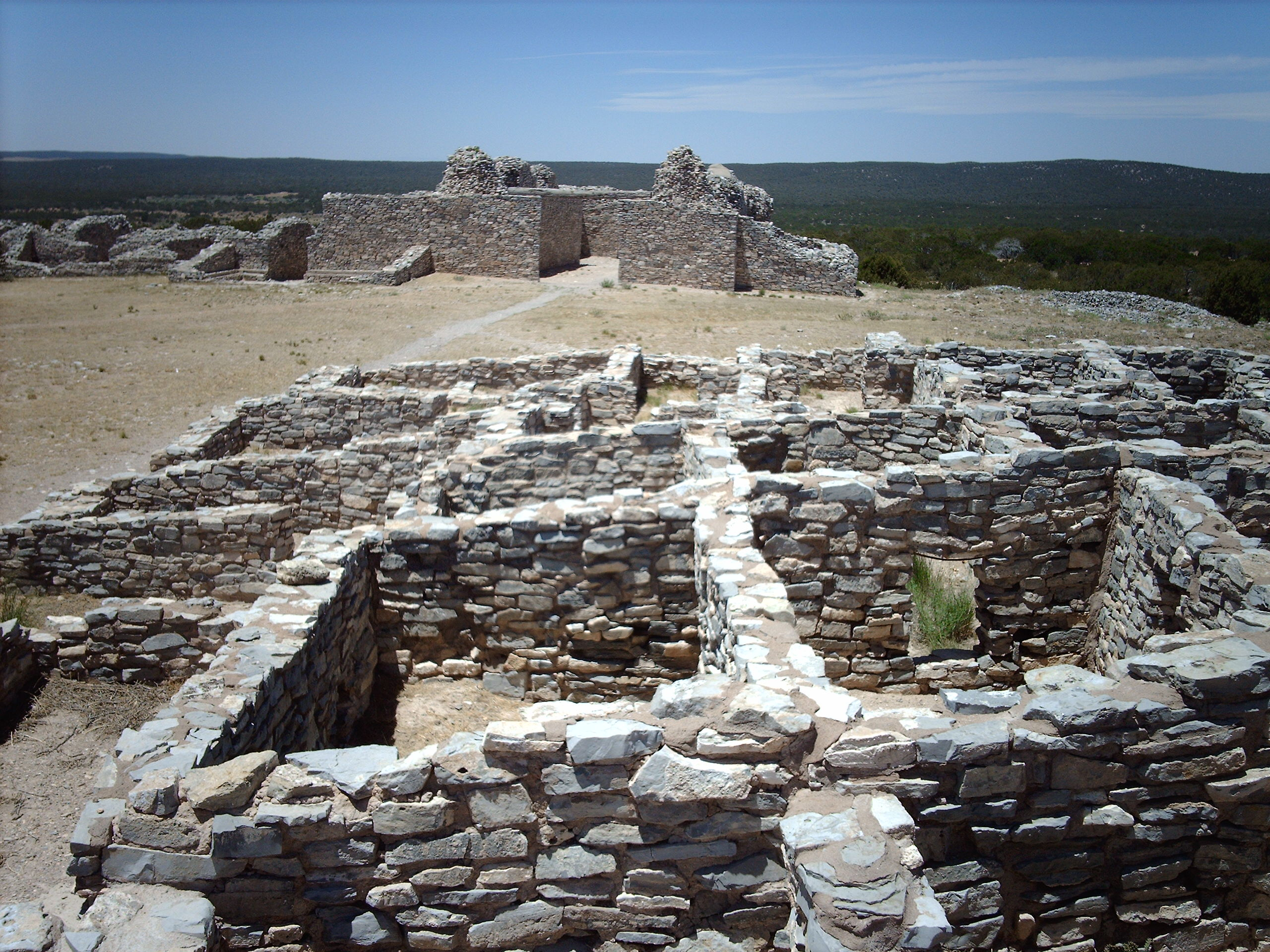
Rovine del pueblo e della missione di Gran Quivira

Le rovine di Gran Quivira Ruins si trovano 39 chilometri a sud di Mountainair, a circa 1981 metri di altitudine. Vi si trova un piccolo centro per visitatori vicino al parcheggio. Un sentiero di 800 metri attraversa le rovine del pueblo parzialmente scavate, e quella dell'incompiuta chiesa della missione.
How and when it first received its deceptive title of “Gran Quivira” we may never know; there are dozens of traditions and theories and imaginings. From the days of Coronado the name of “Quivira” had been associated with the idea of a great unknown city, of wealth and splendor, situated somewhere on the Eastern Plains; and it is not at all unlikely that when some party from the Rio Grande Valley, in search of game or gold, crossed the mountains and the wilderness lying to the east, and was suddenly amazed by the apparition of a dead city, silent and tenantless, but bearing the evidences of large population, of vast resources, of architectural knowledge, mechanical skill, and wonderful energy, they should have associated with it the stories heard from childhood of the mythical center of riches and power, and called the new-found wonder the Gran Quivira»
Come e quando ricevette il nome di “Gran Quivira” potremmo non scoprirlo mai; vi sono dozzine di teorie e tradizioni. Dai giorni di Coronado il nome di “Quivira” è stato associato con l'idea di una grande città sconosciuta, di ricchezza e splendore, situata da qualche parte nelle pianure orientali; e non è così improbabile che qualche gruppo proveniente dalla valle del Rio Grande, in cerca di oro o fortuna, abbia attraversato le montagne e l'area selvaggia che portava ad est, venendo subito colpito dall'apparizione di una città morta, silenziosa e disabitata, ma con prove di una grande popolazione passata, di vaste risorse, di conoscenza architetturale, capacità meccaniche e straordinaria energia, associandola alle storie sentite da bambino riguardo ad un mitico centro di ricchezza e potere, dandogli quindi il nome di Gran Quivira»
(L. Bradford Prince,  Spanish Mission Churches of New Mexico)

## Centro visitatori di Mountainair
Il principale centro visitatori si trova a Mountainair ed ospita una mostra di reperti archeologici estratti dalle varie rovine circostanti.